# Xavantina
Xavantina é um município brasileiro do estado de Santa Catarina. Localiza-se na Região Geográfica Imediata de Xanxerê e na Região Geográfica Intermediária de Chapecó, estando a uma altitude de 561 metros. Sua população, conforme o Censo 2022, é de 3.653 habitantes.
Possui uma área de 215,069 km².

## História
Xavantinam, antigo distrito subordinado ao município de Seara, foi elevado à categoria de município pela lei estadual n.º 945, de 13 de dezembro de 1963, com território desmembrado de Seara.

## Administração
Xavantina possui um distrito chamado Linha das Palmeiras e 15 comunidades religiosas, sendo elas: Alto Irani, Divisa das Águas, Guararapes, Medianeira, Passo das Antas, Pinhal Preto, Plano Alto, Quatro Irmãos, Reduto, Rio Claro, Santa Terezinha, São Miguel, São Sebastião, Sete de Setembro e Tiradentes.